# Lyckad nedfrysning av herr Moro (bok)
Se även Lyckad nedfrysning av herr Moro (revy).
Lyckad nedfrysning av herr Moro är en litteratur- och bildantologi utgiven på Gidlunds förlag i Stockholm 1992. Boken gavs som gåva till elever i Stockholm som gick ut nionde klass och gymnasiet 1992.

## Tillkomst och innehåll
Ursprungligen tillkom boken som del i en kampanj för att höja vårdyrkets status, och öka ansökningarna till gymnasieskolans vårdprogram. Det stod ganska snabbt klart att bokens innehåll inte skulle överensstämma med tidigare kampanjböckers. Redaktörerna valde att i boken kombinera utvalda texter, dikter, bilder och i viss mån figurer som på olika sätt skulle vara representativa beskrivningar för människans livsvillkor, historia och utveckling. I innehållet märks bland annat en reklamtext från ett amerikanskt kryonikföretag, utdrag ur Dostojevskijs Anteckningar från ett källarhål, novellen Hängningen av George Orwell samt FN:s deklaration om de mänskliga rättigheterna. Bland fotona finns bilder på dansande ungdomar, atombomben över Nagasaki 1945, en pojke som fastnat med armen i en godisautomat och en ko med framavlat jättejuver, avsett för maximal mjölkproduktion.
Filmregissören Roy Andersson, som var med och utformade boken, beskrev tillkomsten av Lyckad nedfrysning av herr Moro i sin bok Vår tids rädsla för allvar. Där beskrivs också hur Stockholms läns landsting protesterade mot bokens innehåll, bland annat med invändningen att kor och sjukvård inte har med varandra att göra, med vilket man syftade på ovannämnda bild. 
Ansvarig utgivare och projektansvarig var Marie Braunerhielm (numera Marie Grefberg). Redaktionen bestod även av Kalle Boman och István Borbás. Sedan boken gavs ut första gången har den kommit i flera nytryck.

## Bildgalleri
Några av de bilder som återfinns i boken:

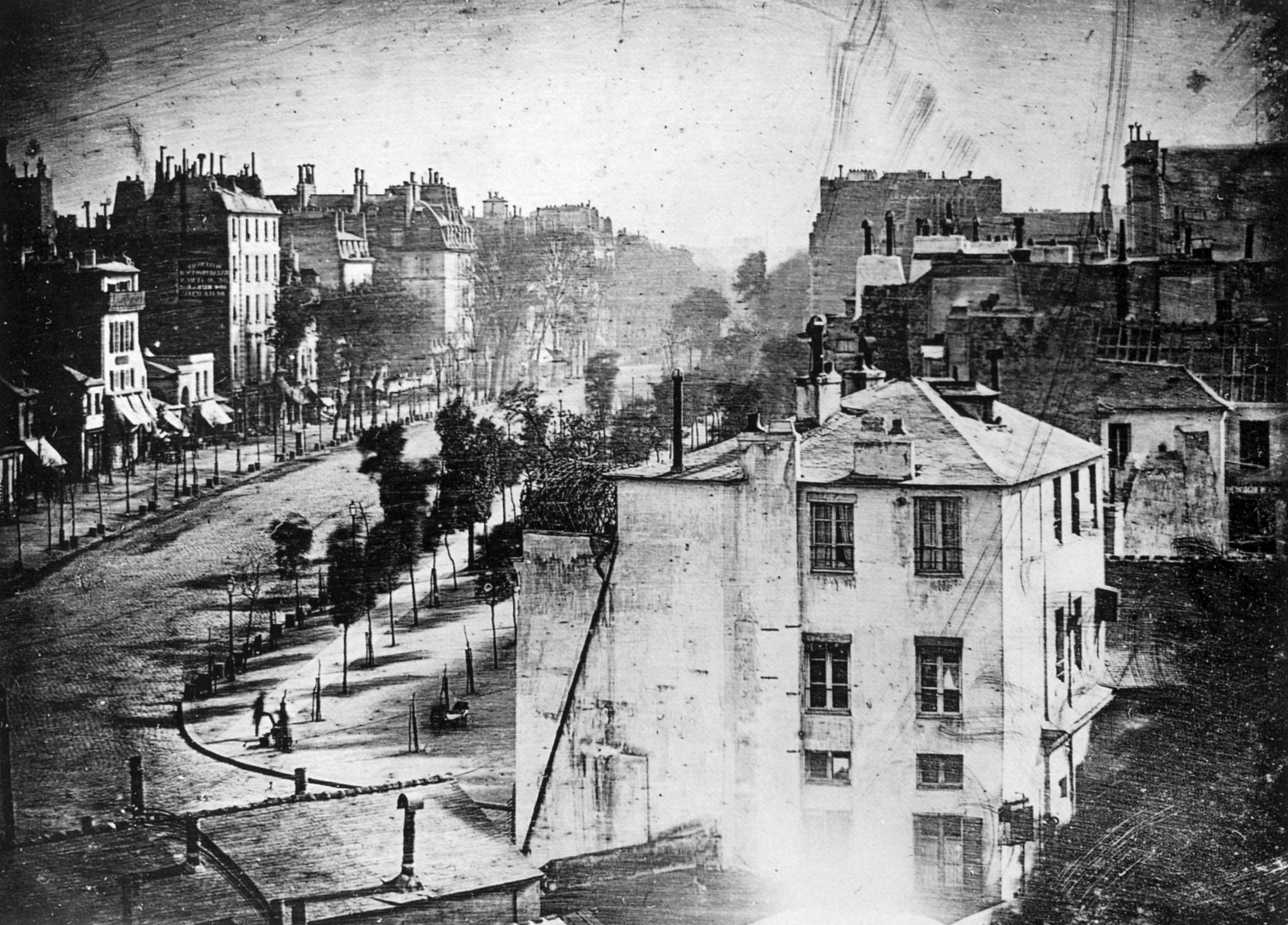
"View of the Boulevard du Temple" (1838) av Louis Jacques Mandé Daguerre, det första fotografiet med en person på motivet.
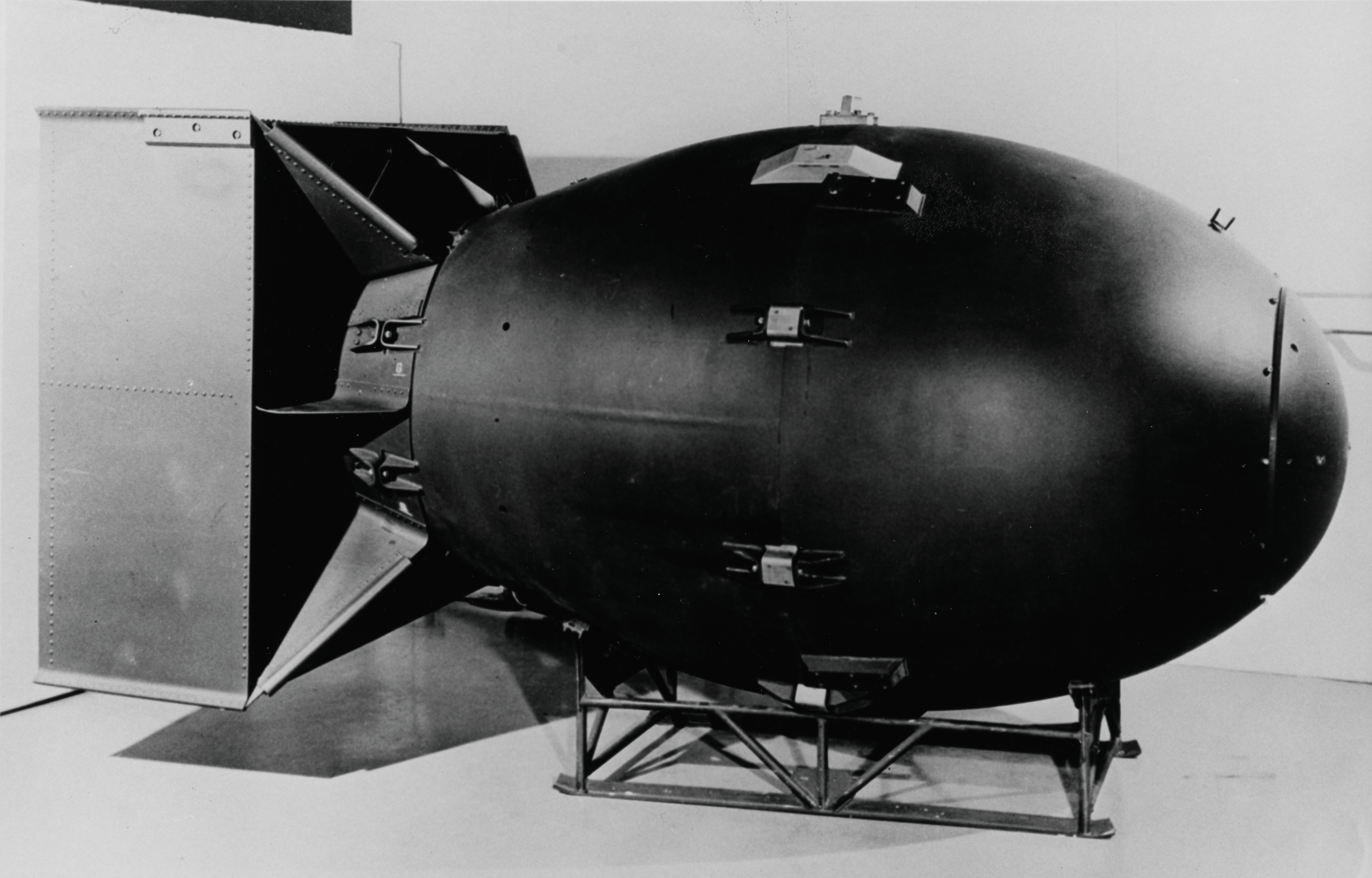
Bomben Fat Man som släpptes över Nagasaki 1945